# Hannah Brown
Hannah Kelsey Brown (Tuscaloosa, Alabama, 24 de septiembre de 1994) es una modelo, personalidad de televisión y exreina de belleza estadounidense. Fue la protagonista de la temporada 15 de The Bachelorette, habiendo previamente participado en la temporada 23 de The Bachelor, protagonizada por Colton Underwood. Como reina de belleza, fue coronada Miss Alabama USA 2018 y compitió en Miss USA 2018.

## Primeros años
Brown nació en Tuscaloosa, Alabama, hija de Robert Walker Brown y Susanne Brown, y creció allí y cerca de Northport, Alabama. Se graduó de Tuscaloosa County High School y luego de la Universidad de Alabama en 2017, recibiendo un título magna cum laude de la Facultad de Ciencias de la Información y la Comunicación de la universidad. En la universidad, fue miembro del Alpha Upsilon Chapter de la hermandad Alpha Chi Omega (ΑΧΩ). Luego trabajó como diseñadora de interiores en Northport.

## Carrera

### Concursos
Brown comenzó su carrera en los concursos de belleza a los 15 años, compitiendo en concursos locales de adolescentes en Alabama. Cuando era adolescente, se había colocado en el primer lugar en Miss Alabama's Outstanding Teen 2010 y en segundo lugar en Miss Alabama Teen USA 2011, perdiendo ante Barron Rae Williams. Más tarde, compitió en Miss Alabama 2013, sin embargo, no logrando llegar a la final de la competencia. Después de un breve receso, Brown volvió a competir en Miss Alabama USA 2017, pero no entró en la competencia. Regresó al año siguiente en representación de West Alabama y fue coronada Miss Alabama USA 2018 por la anterior titular Baylee Smith.
Como Miss Alabama USA 2018, Brown tuvo la oportunidad de representar a Alabama en la competencia Miss USA 2018, celebrada en Shreveport, Luisiana. Mientras estuvo en Miss USA, fue compañera de cuarto con su futura compañera de reparto de The Bachelor, Caelynn Miller-Keyes,  quien había sido coronada Miss North Carolina USA 2018. Para el concurso, Brown adoptó una plataforma de concientización sobre la salud mental, ya que anteriormente había sufrido ansiedad y depresión que la llevaron a abandonar el espectáculo durante varios años. Finalmente no clasificó en la competencia. Renunció a su reinado después de que la filmación de The Bachelor hubiera culminado y coronado a Hannah McMurphy como su sucesora en noviembre de 2018.

### Televisión
En 2018, fue elegida para la temporada 23 de The Bachelor, protagonizada por el exjugador de fútbol profesional Colton Underwood. La filmación de la temporada tuvo lugar durante todo el otoño de 2018, y ella fue revelada más tarde por American Broadcasting Company (ABC) como concursante el 6 de diciembre de 2018. Brown pasó al séptimo lugar en la competencia, siendo eliminada por Underwood durante el episodio que se emitió el 18 de febrero de 2019 y filmado en Denver, Colorado. Durante la segunda parte del final de la temporada, transmitido el 12 de marzo de 2019, el presentador Chris Harrison anunció a Brown como la líder de la decimoquinta temporada de The Bachelorette. Ella es la primera del elenco de The Bachelorette en no haber clasificado entre las cuatro primeras en una temporada de The Bachelor. En el final de la temporada, eligió a Jed Wyatt como su prometido, aunque luego se separaron después de que se supo a través de People que Wyatt había estado en una relación con otra chica antes y durante su temporada en The Bachelorette. Brown luego invitó al subcampeón Tyler Cameron a una cita.
El 21 de agosto de 2019, Brown fue anunciada como una de las celebridades de la temporada 28 de Dancing with the Stars, teniendo como pareja al bailarín profesional Alan Bersten. Su aparición la convierte en la segunda mujer en la historia del programa en participar de The Bachelorette, después de Trista Sutter en la primera temporada.

## Filmografía
| Año  | Título                 | Papel      | Notas                           |
| ---- | ---------------------- | ---------- | ------------------------------- |
| 2018 | Miss USA 2018          | Ella misma | Miss Alabama USA                |
| 2019 | The Bachelor           | Ella misma | Concursante de la temporada 23  |
| 2019 | The Bachelorette       | Ella misma | Protagonista de la temporada 15 |
| 2019 | Bachelor in Paradise   | Ella misma | Invitada en la temporada 6      |
| 2019 | Dancing with the Stars | Ella misma | Concursante de la temporada 28  |